# Crepis stojanovii
Crepis stojanovii là một loài thực vật có hoa trong họ Cúc. Loài này được T.Georgiev mô tả khoa học đầu tiên năm 1926.